# 單寫多讀
單寫多讀（或称“單次寫多次讀”）簡稱為WORM，是指儲存裝置一旦錄寫後便不能修改，當中又先後有CD-R和DVD-R發明。這類設備常被用在美國金融業監管局和美國證券交易委員會等經紀自營商的紀錄上。